# برچسب زمان
برچسب زمان، (به انگلیسی: Timestamp) یک توالی از نویسه‌ها یا اطلاعات رمزگذاری شده‌است که هنگام وقوع یک رویداد خاص مشخص می‌گردد که معمولاً شامل تاریخ و ساعت روز یا بخش دقیقی از یک بازه زمانی (ثانیه) خاص می‌شود. این شناسه به‌طور معمول در دفاتر به کمک مهر برای ثبت تاریخ فعلی و گاهی اوقات زمان، با جوهر روی اسناد کاغذی در هنگام دریافت سند، تمبر زده می‌شود. نشان مهر بر روی نامه‌ها یا سیستم‌های ساعت شمار از مثال‌های متداول این نوع برچسب زمانی می‌باشند.
در دوران مدرن استفاده از این اصطلاح گسترش یافته‌است تا به اطلاعات تاریخ و زمان دیجیتالی در ضمیمه داده‌های دیجیتالی اشاره شود. به عنوان مثال، پرونده‌های رایانه‌ای حاوی برچسب زمانی هستند که بیانگر آخرین زمان تغییر یافتن پرونده‌است، و دوربین‌های دیجیتال برچسب زمان را به عکس‌هایی که می‌گیرند اضافه می‌کنند، شامل تاریخ و زمانی که عکس گرفتنه شده‌است.

## برچسب‌های زمانی دیجیتال
این داده‌ها معمولاً در قالب ثابتی ارائه شده و امکان مقایسه آسان دو پرونده مختلف به همراه پیگیری تغییرات در طول زمان را فراهم می‌آورند. عمل ثبت برچسب‌های زمان به صورت مداوم به همراه داده‌های واقعی به عنوان برچسب گذاری زمان نامیده می‌شود؛ همچنین شماره‌گذاری توالی اتفاق‌ها برچسب گذاری زمان نامیده می‌شود.
برچسب‌های زمان به‌طور معمول برای ثبت وقایع یا دنباله ای از وقایع (Sequence of Events) استفاده می‌شود، در این صورت هر رخداد در پرونده یا SOE با یک برچسب زمان مشخص می‌شود.
در عمل همه فایل‌های سیستمی رایانه یک یا چند برچسب زمانی را در ابرداده‌های مربوط به پرونده ذخیره می‌کنند. به‌طور خاص، در اکثر سیستم عامل‌های مدرن از دستور stat پازیکس (POSIX) پشتیبانی می‌شود، بنابراین هر پرونده دارای سه برچسب زمانی است:
- زمان آخرین دسترسی (Last Access Time: ls -lu)
- زمان آخرین اصلاح (Last Modification Time: ls -l)
- زمان آخرین تغییر وضعیت (Last Change Time: ls -lc)

برخی از بایگانی‌کننده‌های پرونده‌ها و نرم‌افزارهای کنترل نسخه، هنگام رونوشت (Copy) پرونده از رایانه‌های از راه دور به رایانه محلی، برچسب زمانی فایل محلی را به گونه‌ای تنظیم می‌کنند که به جای تاریخ / زمان نوشته شدن آن پرونده در رایانه محلی از تاریخ/زمان گذشته‌ای که پرونده ایجاد یا تغییر یافته بر روی رایانه از راه دور را نشان دهند.

## استانداردسازی
مقادیر برچسب زمان اغلب با استفاده از استاندارد ایزو ۸۶۰۱ برای تاریخ‌ها و زمان‌ها نمایش داده می‌شود.

## نمونه‌ها
نمونه‌هایی از برچسب زمانی:
- Wed 01-01-2009 6:00
- 2005-10-30 T 10:45 UTC
- 2007-11-09 T 11:20 UTC
- Sat Jul 23 02:16:57 2005
- 2009-10-31T01:48:52Z (ISO 8601)
- ۱۲۵۶۹۵۳۷۳۲ (ساعت یونیکس، معادل 2009-10-31T01:48:52Z)
- (1969-07-21 T 02:56 UTC)
- ۰۷:۳۸، ۱۱ دسامبر ۲۰۱۲ (UTC)
- 1985-102 T 10:15 UTC (سال ۱۹۸۵، روز ۱۰۲ = ۱۲ آوریل ۱۹۸۵)
- 1985-W15-5 T 10:15 UTC (سال ۱۹۸۵، هفته ۱۵، روز ۵ = ۱۲ آوریل ۱۹۸۵)
- ۲۰۱۸۰۲۰۳۰۷۳۰۰۰ (۰۲/۰۳/۲۰۱۸ ۷:۳۰:۰۰)